# Oligodon arnensis
Espèce
Synonymes
- Coluber arnensis Shaw, 1802
- Coluber russelius Daudin, 1803
- Simotes albiventer Günther, 1864

Oligodon arnensis est une espèce de serpent de la famille des Colubridae. Il vit en majorité en Inde. Sa taille ne dépasse pas 3 mètres et il ne possède pas de venin puissant contre l’homme. Comme la très grande majorité des couleuvres, l’Oligodon arnensis se nourrit de petits mammifères comme des rats et d’oiseaux.

## Répartition
Cette espèce se rencontre :
- en Inde, dans les États de Kerala, Tamil Nadu, Karnataka, Andhra Pradesh, Gujarat, Madhya Pradesh, Uttar Pradesh, Maharashtra, Pendjab ;
- au Népal ;
- au Pakistan ;
- au Sri Lanka.

## Étymologie
Son nom d'espèce, composé de arn[i] et du suffixe latin -ensis, « qui vit dans, qui habite », lui a été donné en référence au lieu de sa découverte, Arni, parfois écrit Aarani, une ville du Tamil Nadu dans les environs de Chennai.

## Publication originale
- Shaw, 1802 : General Zoology, or Systematic Natural History, vol. 3, n. 2, p. 313-615 (texte intégral).